# Marc Navarro
Marc Navarro Ceciliano (Badalona, 2 de julio de 1995) es un futbolista español que juega en la demarcación de defensa en las filas del Arka Gdynia de la I Liga de Polonia.

## Biografía
Empezó a formarse como futbolista en el Cf Badalona durante 2 años, el FC Barcelona durante 8  hasta cadete, los 2 primeros años de juvenil en el RCD Espanyol y el último año de juvenil A en la Damm. En julio de 2014, formaría parte del equipo filial perico y haría su debut meses más tarde, el 2 de noviembre de 2014, en el partido que su equipo le enfrentaría al Elche CF Ilicitano.
El 22 de diciembre de 2015 firmó un contrato hasta junio de 2017, pero días más tarde, sufrió una lesión de rodilla que le tuvo apartado durante seis meses de la práctica del fútbol. Tras volver a recuperarse de su lesión, se hizo un hueco en el filial y más tarde, en el primer equipo del RCD Espanyol.
En enero de 2017 firmó un estreno en Primera división meteórico, ya que el 21 de enero de 2017 debutó contra el Granada como titular y marcó un gol. Además, una semana después repitió en el once frente al Sevilla y también vio puerta. Este gran debut del lateral derecho del Espanyol, le permitiría con el club blanquiazul hasta el próximo 30 de junio de 2021 con ficha de jugador profesional.
El 15 de junio de 2018 se hizo oficial su traspaso al Watford F. C. a cambio de 2 millones de €. Tras un primer año con poco protagonismo, en julio de 2019 fue cedido una temporada al C. D. Leganés. Una vez esta terminó regresó a Inglaterra, rescindiendo su contrato el 31 de agosto de 2021 tras no contar para el club.
El 4 de noviembre de 2022 firmó por El Paso Locomotive FC de la USL Championship, la segunda división de fútbol estadounidense. Allí compitió durante todo 2023, en el que marcó un par de goles y fue incluido en dos ocasiones en el equipo de la semana. El año 2024 lo empezó sin equipo y a finales de marzo fichó por el Arka Gdynia polaco para lo que restaba de temporada con opción a seguir una más.

## Clubes
| Club                   | País           | Año       | Partidos | Goles |
| ---------------------- | -------------- | --------- | -------- | ----- |
| R. C. D. Espanyol "B"  | España         | 2014-2016 | 44       | 7     |
| R. C. D. Espanyol      | España         | 2016-2018 | 36       | 3     |
| Watford F. C.          | Inglaterra     | 2018-2021 | 13       | 0     |
| C. D. Leganés (cesión) | España         | 2019-2020 | 6        | 0     |
| El Paso Locomotive FC  | Estados Unidos | 2023      | 32       | 2     |
| Arka Gdynia            | Polonia        | 2024-     | 40       | 3     |